# Samatiguila
Samatiguila es un departamento de la región de Kabadougou, Costa de Marfil. En mayo de 2014 tenía una población censada de 17 483 habitantes.
Se encuentra ubicado al noroeste del país, cerca de la frontera con Malí y la República de Guinea.